# Elnur Məmmədli
Elnur Məmmədli (Baku, 1988. június 29. –) olimpiai és Európa-bajnok azeri cselgáncsozó.

## Pályafutása
Két olimpián vett részt. A 2008-as pekingi olimpián aranyérmes lett könnyűsúlyban. A 2012-es londoni olimpián egy súlycsoporttal feljebb indult, váltósúlyban és már a selejtező-mérkőzésen kikapott a kanadai Valois-Fortiertől, így helyezetlenül fejezte be a versenyt.
A 2007-es világbajnokságon ezüstérmet szerzett. A 2006-os tamperei Európa-bajnokságon könnyűsúlyban, a 2011-es isztambulin váltósúlyban aranyérmet nyert.

## Sikerei, díjai
- Olimpiai játékok
  - aranyérmes: 2008, Peking (73 kg)
- Világbajnokság
  - ezüstérmes: 2007 (73 kg)
- Európa-bajnokság
  - aranyérmes (2): 2006 (73 kg), 2011 (81 kg)